# Pinus albicaulis
Pinus albicaulis är en tallväxtart som beskrevs av Georg George Engelmann. Pinus albicaulis ingår i släktet tallar, och familjen tallväxter. Inga underarter finns listade i Catalogue of Life.
Arten förekommer i västra Nordamerika i provinserna Alberta och British Columbia i Kanada samt i delstaterna Idaho, Washington, Montana, Wyoming, Kalifornien, Nevada och Oregon i USA. Den växer i kulliga områden och i bergstrakter mellan 900 och 3350 meter över havet. Pinus albicaulis behöver öppna ytor för utvecklingen. Arten hittas ibland i skogar tillsammans med douglasgran, Pinus flexilis, Larix lyallii och Pinus monticola. Exemplaren utvecklar efter 30 till 50 år kottar. Undervegetationen kan bestå av gräs och buskar. Trädets frön är föda för flera olika djur. Till exempel äts de av grizzlybjörnar.
Flera exemplar drabbas av svampen Cronartium ribicola. Även bränder och skalbaggen Dendroctonus ponderosae kan döda flera träd. IUCN kategoriserar arten globalt som starkt hotad.

## Bildgalleri

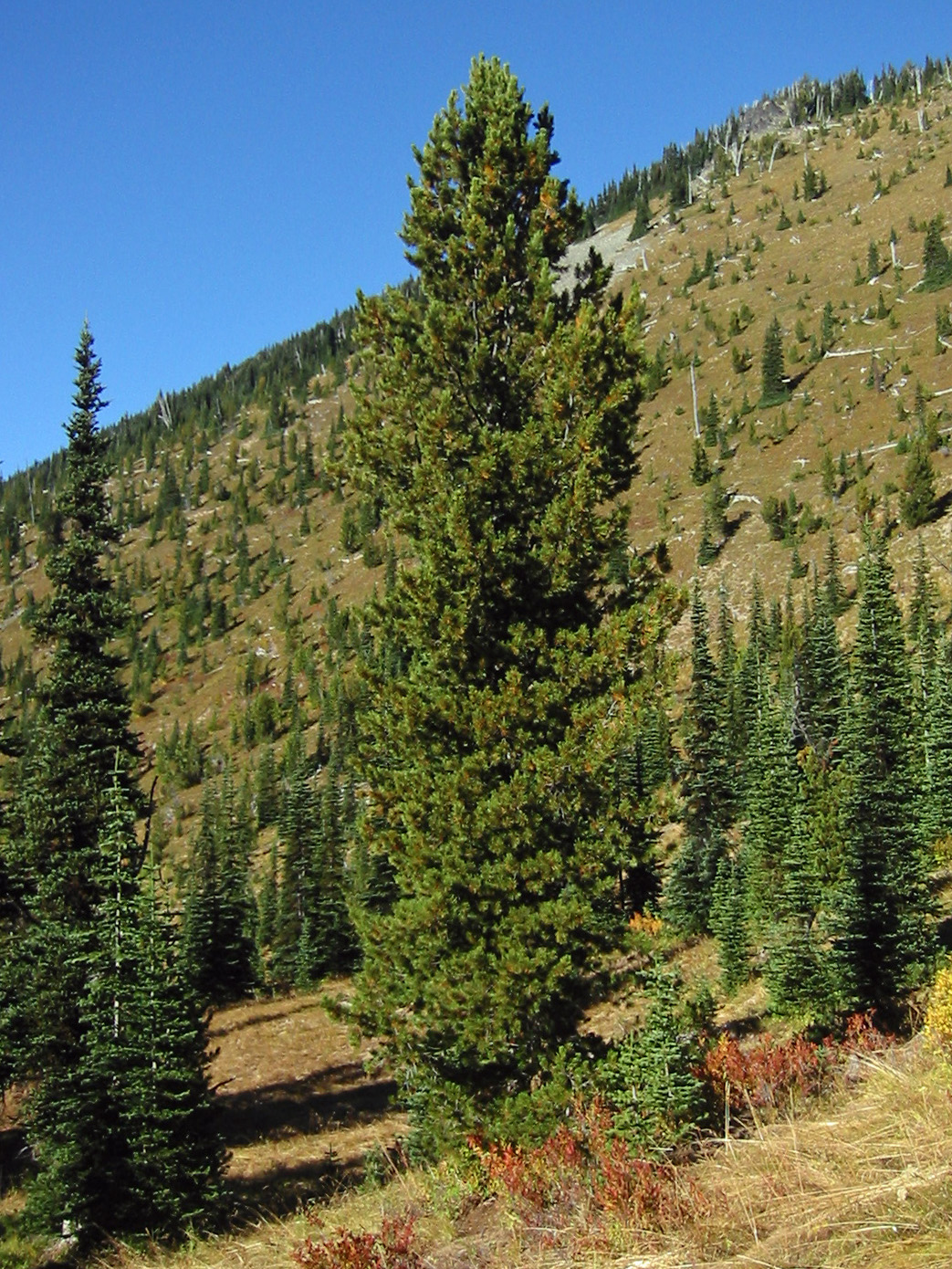
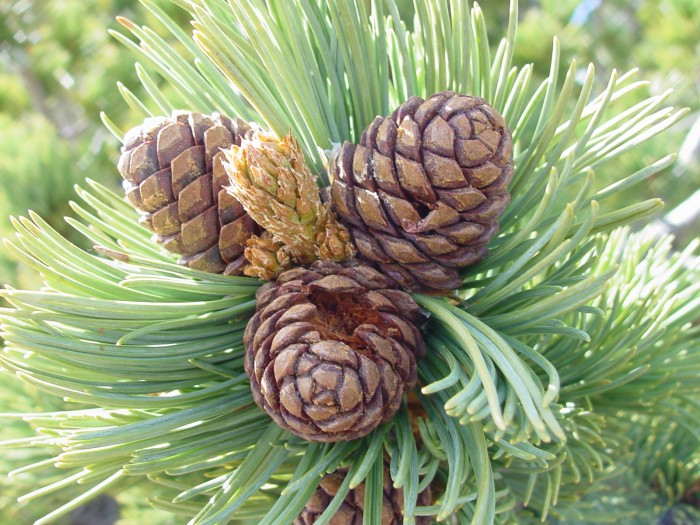
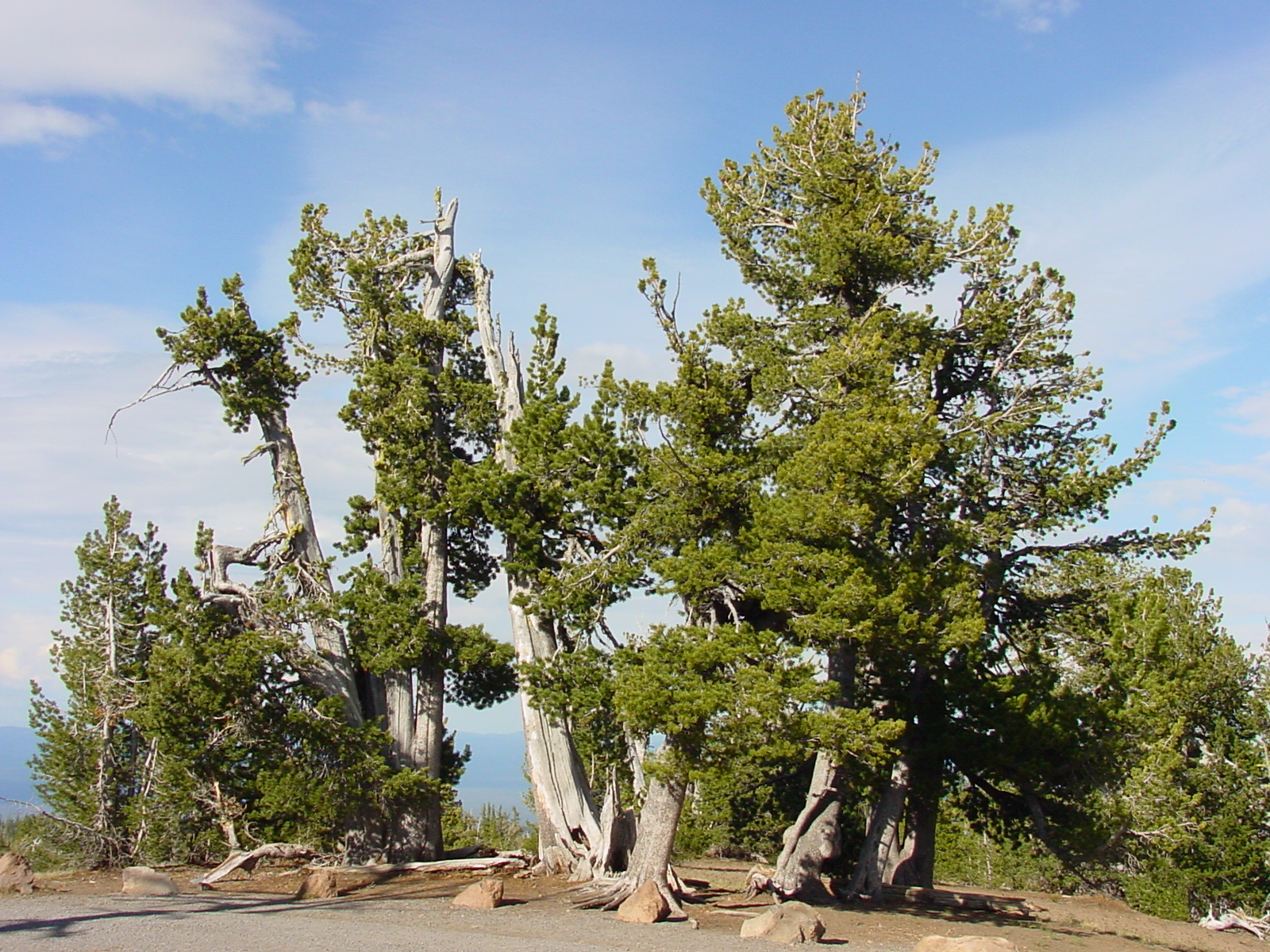
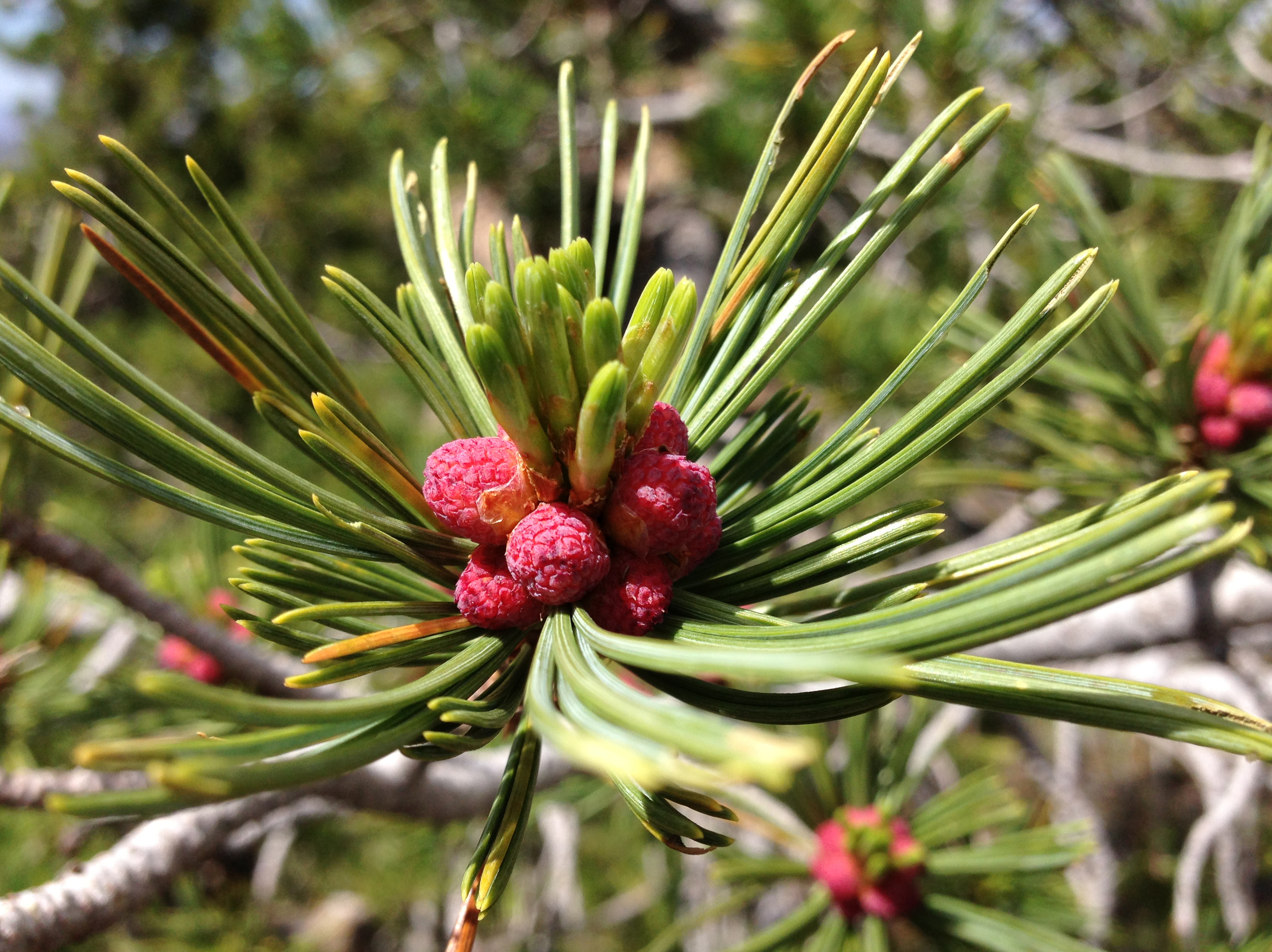
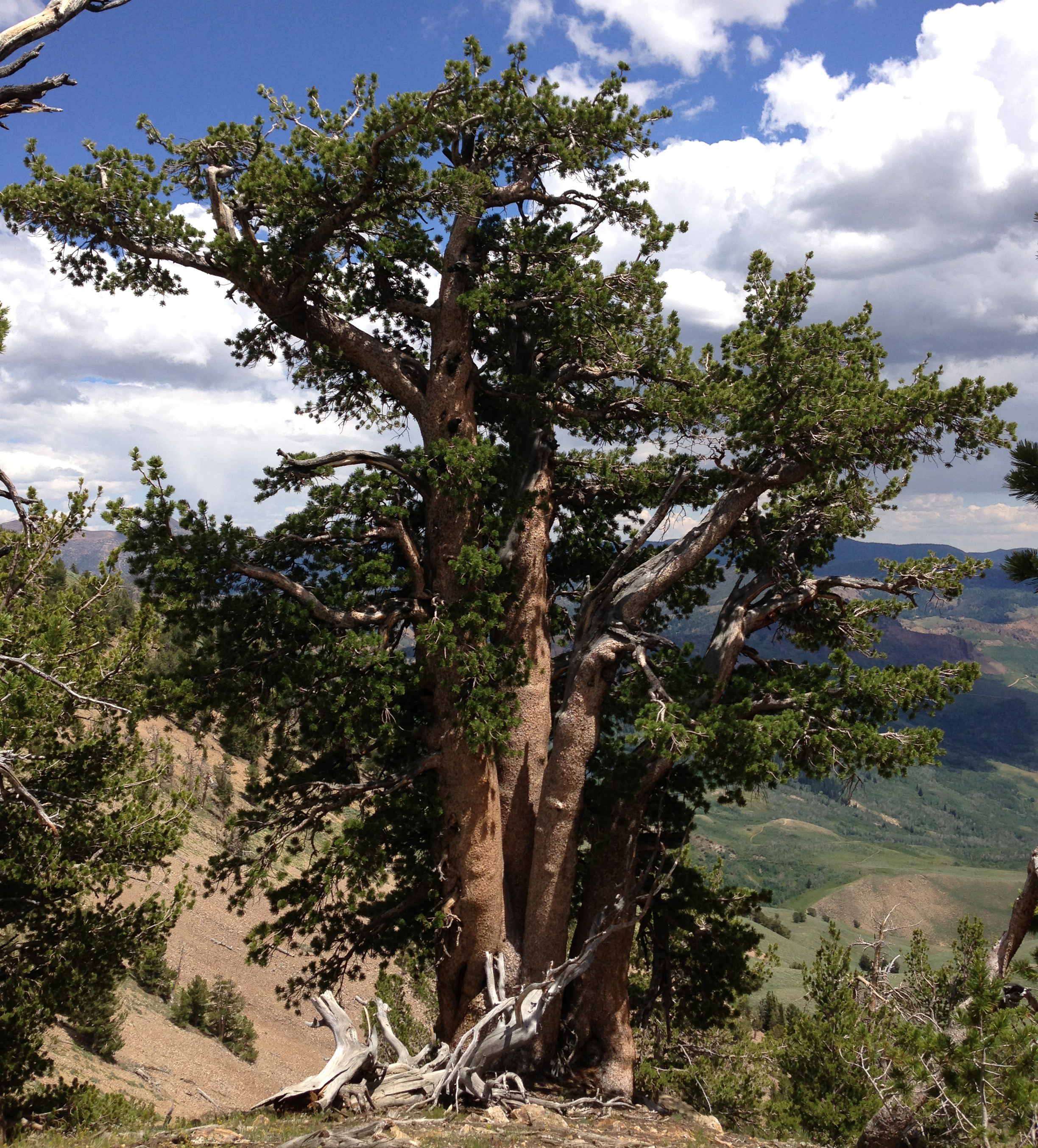
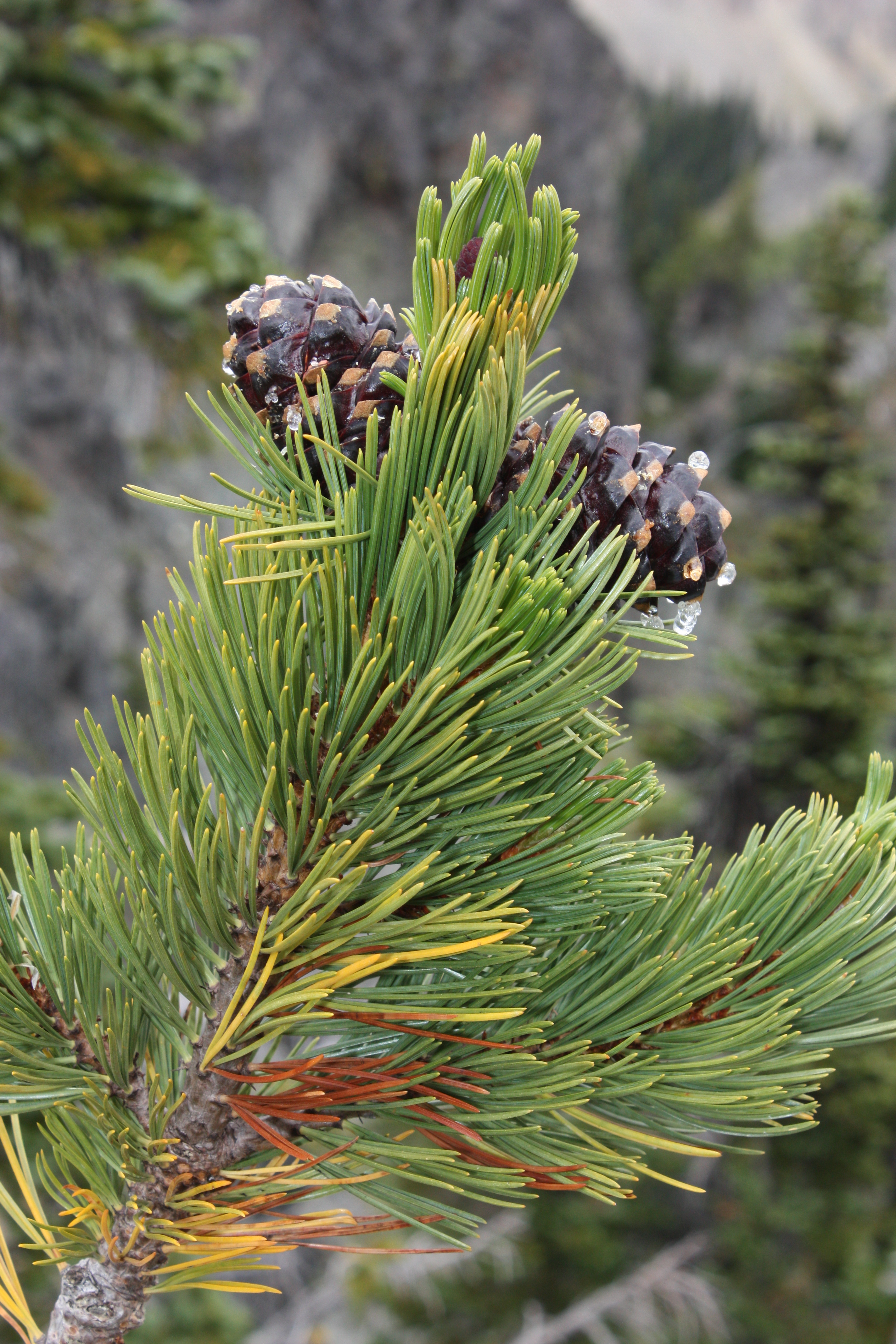